# Skies of Arcadia
Skies of Arcadia, in Japan als Eternal Arcadia (jap. エターナルアルカディア, Etānaru Arukadia) erschienen, ist ein Rollenspiel, das von Overworks für die Dreamcast entwickelt und von Sega im Jahr 2000 veröffentlicht und 2002 auf den Gamecube portiert wurde.

## Spielmechanik
In Skies of Arcadia erkundet man Dungeons und Städte, die sich auf verschiedenen, fliegenden Kontinenten befinden, die sich per Luftschiff bereisen lassen. Jeder Kontinent besitzt seine eigene Zivilisation und Klimazone. Da die spielinterne Welt eine Kugel ist, gibt es keine unnatürlichen Grenzen. Die Kämpfe teilen sich in Boden- und Luftkampf auf. Bodenkämpfe spielen sich ähnlich wie die aus anderen japanischen Rollenspielen (wie Final Fantasy oder Dragon Quest), jeder Charakter besitzt besondere Angriffe und kann verschiedene Zauber erwerben. Es gibt 6 verschiedene Arten von Magie, von denen jede andere Effektschwerpunkte besitzt. Die Luftkämpfe dagegen werden mit dem Luftschiff bestritten. Auch hier gilt das System der rundenbasierten Schlacht, wobei die Fähigkeiten des Schiffes eine große Rolle spielen. Im Verlauf des Spiels erhält der Spieler die Kontrolle über verschiedene Luftschiffe, die unterschiedliche Stärken aufweisen und frei begehbar sind. Zudem ist es möglich, ein eigenes Piratenversteck zu gründen und auszubauen. Aufmerksame Spieler können sehr viele versteckte Orte aufspüren und sich durch ein Titelsystem einen Namen machen.

## Handlung
Die Helden des Spiels sind Vyse, Sohn des Captains der Luftpiraten und Aika, eine treue Piratin, die stets an Vyses Seite ist. In der Welt von Skies of Arcadia leben die Menschen auf schwebenden Kontinenten und Inseln. Furchtlose Luftpiraten erkunden hier mit ihren Luftschiffen die unbekannten Gebiete dieser Welt. Stets auf der Suche nach Schätzen und ungeahnten Territorien, durchstreifen die Luftpiraten den Himmel, bis sie eines Tages auf ein Schlachtschiff des Valuan Empire stoßen und ihre Chance nutzen. Nach einem Gefecht gelingt den Luftpiraten schließlich die Übernahme des Schiffes und sie begeben sich mit unzählbaren Schätzen und einer bewusstlosen Gefangenen des Valuan Empires auf den Heimweg zur Pirate Isle. Dort angekommen, vertieft sich die Geschichte um die rätselhafte Gefangene namens Fina. Als dann plötzlich auch noch eine Flotte des Valuan Empires anrückt und die Piraten samt Fina gefangen nimmt, schwören Vyse und Aika Rache und machen sich auf den Weg, ihre Freunde zu befreien. Als das erledigt ist, begeben sie sich auf die Suche nach den Moon Crystals, sechs mystische Objekte die von der alten Moon Zivilisation stammen und mit deren Hilfe man die Gigas kontrollieren kann; Große Roboter, mit denen dem Volk Valua nichts mehr im Wege steht.

## Entwicklung
Overworks hatte ein anderes Ziel als viele japanische Rollenspiele zu der Zeit: Sie wollten eine optimistische Welt erschaffen, in der der Protagonist die Welt erkundet, anstatt düstere Welten zu präsentieren. Dabei war es Ihnen wichtig, dass die Charaktere Aika und Fina, die Freundinnen von Vyses, gleichwertig behandelt wurden und nicht einfach von ihm gerettet werden mussten. Die historische Architektur und antike Zivilisationen, die im Spiel vorkommen, gehen auf Shuntaro Tanaka zurück, der Geschichte an der Universität studiert hat und das Szenario der Welt konzipiert hat.

## Rezensionen
Die Gamecube Version erhielt 84/100 Punkten bei Metacritic und kann daher als eine Empfehlung angesehen werden.

IGN sagt 2018 noch: Fans von Rollenspielen müssen dieses Spiel kaufen und spielen - keine Frage. Vergessen Sie die Grafik und die technischen Unzulänglichkeiten, es ist immer noch ein großartiges Spiel.

„Skies of Arcadia hat alles, was ein gutes Rollenspiel braucht: Eine faszinierende Story, motivierende Kämpfe, zahlreiche Rätsel und eine sehr stimmige Atmosphäre. Rollenspiel-Fans mit GameCube sollten also - nicht nur auf Grund mangelnder Alternativen - unbedingt zugreifen.“